# Neronische Christenverfolgung

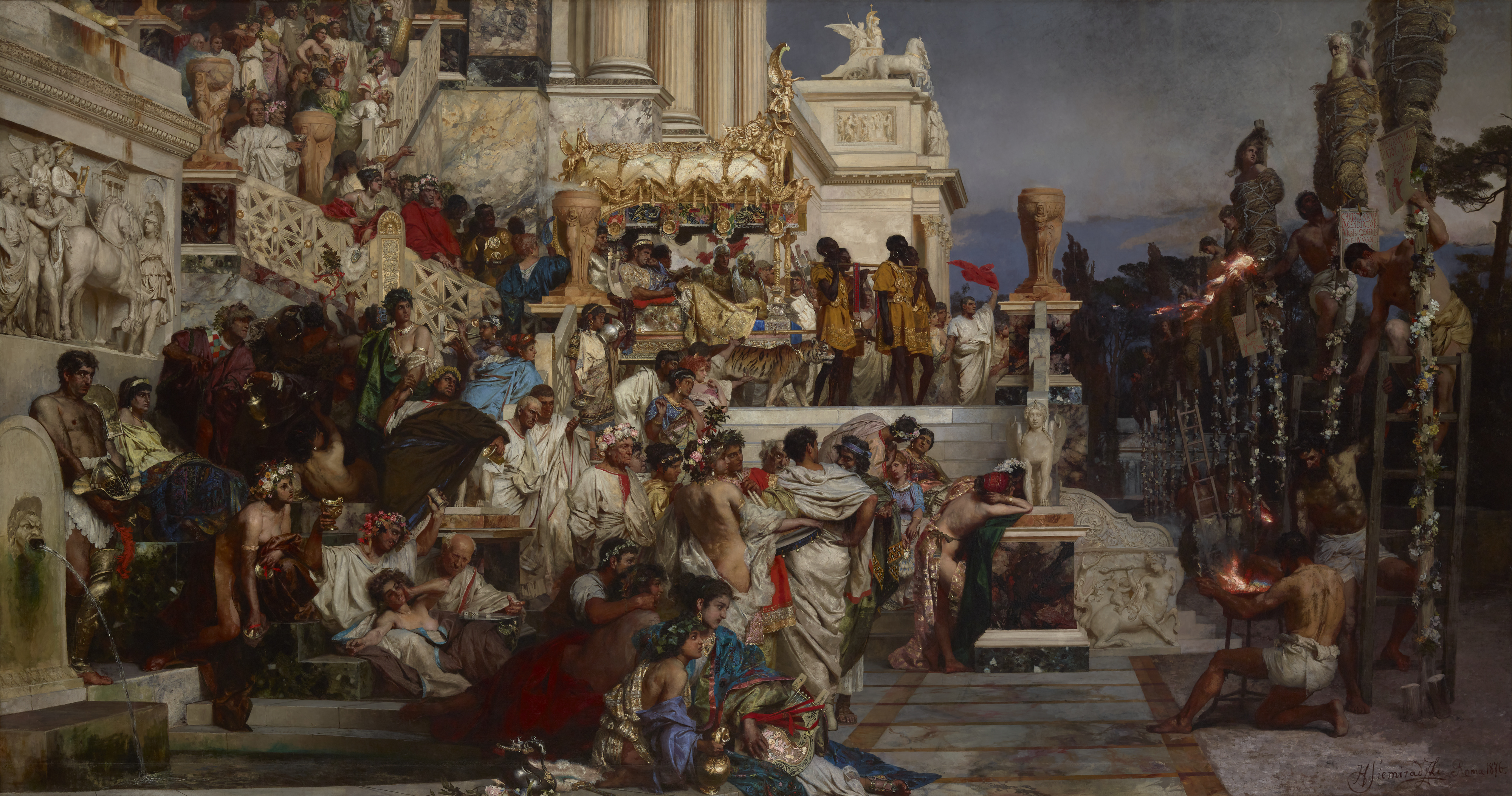
Henryk Siemiradzki: Die Fackeln des Nero (1877). So stellte sich ein Historienmaler des 19. Jahrhunderts die von Nero lebendig verbrannten Christen vor.

Die Neronische Christenverfolgung gilt traditionell als eine der frühesten Verfolgungen von Anhängern des vermutlich im Jahr 30 n. Chr. hingerichteten Jesus von Nazaret. Sie wurde wohl im Jahr 64 oder 65 n. Chr. von Kaiser Nero angeordnet, weil er laut dem römischen Historiker Tacitus den Verdacht, er selbst habe die Entfachung des großen Brands Roms vom Juli 64 n. Chr. befohlen, auf die soziale Randgruppe der Christen abwälzen wollte. Die Verfolgung dauerte möglicherweise bis zum Tod Neros im Jahr 68 n. Chr. an.
Zu den Opfern der Verfolgung sollen gemäß der späteren kirchlichen Tradition auch die Apostel Paulus und Petrus gezählt haben, doch spricht die Chronologie eher dagegen. Unter Althistorikern zeigt sich zuletzt verstärkt die Tendenz zu hinterfragen, ob sich die Verfolgung bewusst und gezielt gegen Christen richtete, ob sie wirklich mit dem großen Brand Roms zusammenhing, und ob es sich tatsächlich um eine große Zahl von Opfern handelte. Von einer Minderheit wird die Historizität der Verfolgung sogar insgesamt bestritten.

## Quellen

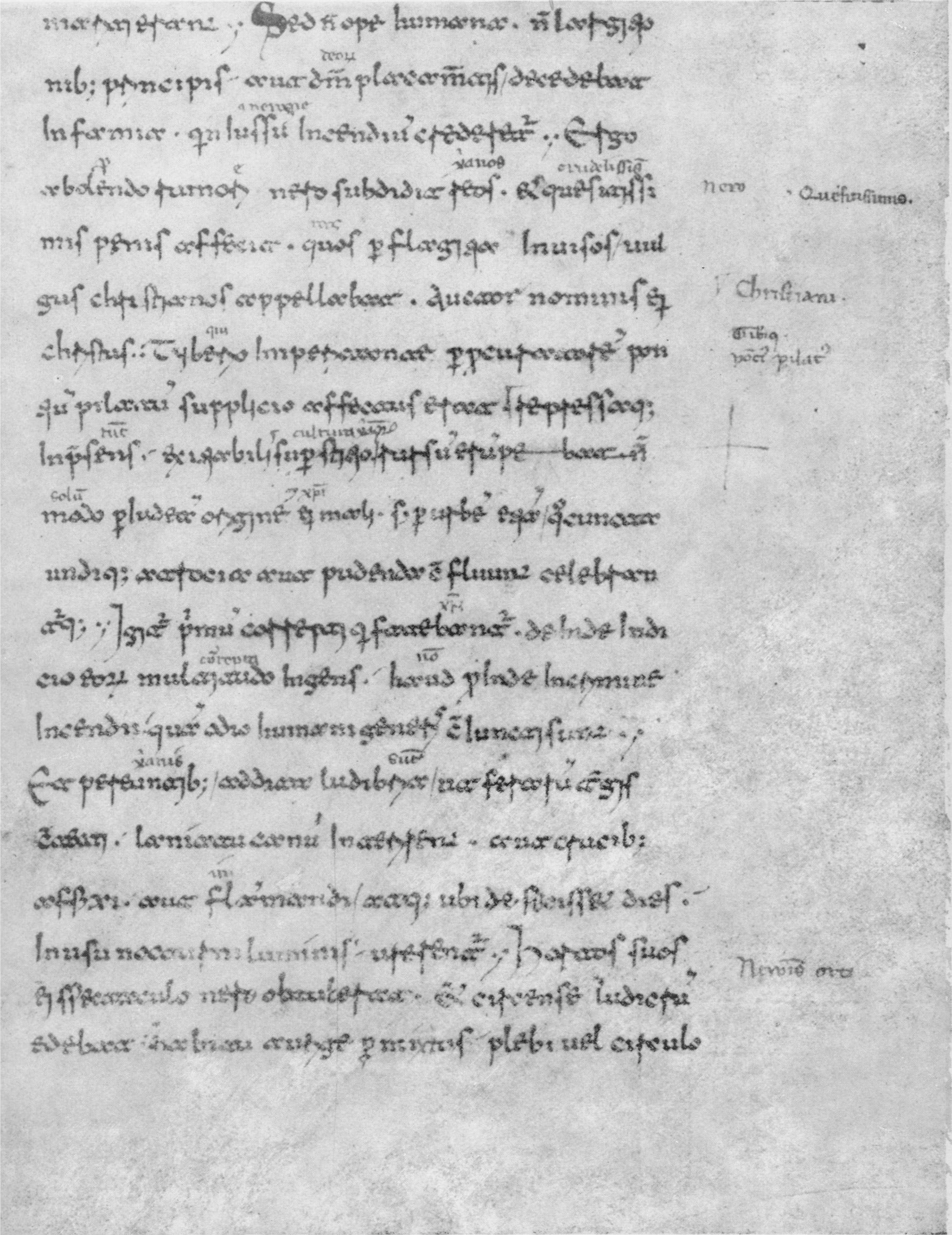
Tacitus, Annales 15,44 (Ausführungen über die neronische Christenverfolgung) in der Handschrift Florenz, Biblioteca Medicea Laurenziana, Plut. 68,2, fol. 38r (2. Hälfte des 11. Jahrhunderts)

## Vorgeschichte: Der große Brand Roms
In der Nacht vom 18. zum 19. Juli 64 brach in Rom bei den am Südostende des Circus Maximus gelegenen Buden ein Brand aus, der sich rasch ausbreitete und neun Tage lang wütete. Insgesamt zerstörte er von den 14 Stadtbezirken, in die Rom seit Augustus eingeteilt war, drei völlig, zog sieben schwer in Mitleidenschaft und verschonte nur vier. Es war eine der schwersten Brandkatastrophen in der Geschichte der Weltstadt. Obwohl Nero, der sich zum Zeitpunkt des Ausbruchs der Feuersbrunst in Antium aufhielt, herbeieilte – wenn auch etwas verspätet – und umfangreiche Hilfsmaßnahmen zur Linderung des Verlusts der zahlreichen Opfer einleitete, verbreitete sich rasch das Gerücht, der Princeps selbst habe den Befehl gegeben, Rom anzuzünden. Da der Kaiser dieses Gerücht durch keine Hilfsaktivitäten und Zeremonien zur Besänftigung der römischen Götter aus der Welt schaffen konnte, suchte er laut Tacitus die ihm angelastete Schuld der Brandstiftung auf die in der Stadt wohnenden Christen abzuschieben und so den Volkszorn auf diese umzulenken.

## Mögliche Motive für die Wahl der Christen als vermeintliche Brandstifter
Der Historiker Jürgen Malitz geht davon aus, dass Nero durch kundige Berater, vielleicht seinen Prätorianerpräfekten Tigellinus, auf die Idee gebracht wurde, der als jüdische Splittergruppe betrachteten christlichen Gemeinde Roms die Schuld am Brand der Weltstadt zu geben. Die Einzelheiten des Entscheidungsfindungsprozesses sind aber unbekannt. Ebenso können über die Ursache, warum gerade die Christen als Sündenböcke ausgesucht wurden, nur Mutmaßungen angestellt werden. Eine Erklärungsmöglichkeit ist, dass Nero bei der überwiegenden Mehrheit des stadtrömischen Volkes offenbar eine große Unbeliebtheit der zahlenmäßig kleinen Fraktion der Christen als sicher voraussetzen konnte und diese Minderheit auch als jeder Schandtat fähig betrachtet wurde, so dass die Christen als geeignete Opfer erschienen, auf die der Verdacht der Brandstiftung abgewälzt werden konnte. Der Umstand, dass dieser Verdacht nicht auf die Juden Roms gelenkt wurde, liegt vielleicht darin begründet, dass Letztere bei Teilen des Kaiserhofs gewisse Sympathien genossen und Nero sich nicht mit den Juden anlegen wollte.
Die Gründe für die Unpopularität der Christen mögen darin zu suchen sein, dass sie sich wohl nur wenig am Alltagsleben, wie es Römer und Griechen verstanden, beteiligten, den Kaiserkult ablehnten, römische Normen negierten und sich von der andersgläubigen Gesellschaft abschotteten. Vielleicht ist diese Zurückhaltung und Andersartigkeit der Kern des von Tacitus berichteten Vorwurfs des „Hasses auf das Menschengeschlecht“ (odium humani generis), dessen die Christen eher als der Brandstiftung überführt worden seien. Auch den Juden wurde Misanthropie unterstellt. Außerdem gab es tief verankerte römische Ängste vor geheimen Vereinigungen wie jener 186 v. Chr. unterdrückten, welche die Bacchanalien ausgerichtet hatte. Über das Auftreten und die Mentalität der frühen Christen Roms ist allerdings kaum etwas Sicheres überliefert. So dürften sich nicht alle ihre Mitglieder im gleichen Maß von der andersgläubigen Mehrheitsgesellschaft zurückgezogen haben.
In der wissenschaftlichen Diskussion wurde auch erwogen, dass die christliche Gemeinde Roms, die in den Jahren vor der neronischen Verfolgung unter dem Einfluss der Wirkung des Paulus und wohl auch des Petrus gestanden hatte, den Brand Roms vielleicht freudig begrüßt und in Erwartung des nahenden Weltendes das baldige Gericht über die „Heidenwelt“ verkündet hätte, doch lässt sich eine solche Annahme nicht belegen. Die Ablehnung des Kaiserkults und das – im Gegensatz zu den Juden – tendenzielle Ziel der Christen, die ganze Welt zu missionieren, mochte sie vielleicht als potentiell staatsgefährdend erscheinen lassen.

## Rechtliche Grundlagen der Christenverfolgung
Die rechtlichen Grundlagen, die eine Christenverfolgung in neronischer Zeit rechtfertigten, sind mangels unmittelbar bezeugender Quellen unklar; etwa, ob entsprechende Gesetze bereits existierten oder erst neu eingeführt wurden. Vermutlich bezog sich die Anklage auf die Lex Cornelia de sicariis et veneficis. Diese stellte, neben anderen gemeingefährlichen Tatbeständen, die vorsätzliche Brandstiftung unter Strafe. Unwahrscheinlich sind Anklagen wegen Ausübung einer unerlaubten Religion, weil dann zeitintensive Einzelprozesse notwendig gewesen wären, während es nach den Zeugnissen den Anschein hat, dass die Christen in schnell durchgeführten Massenprozessen vor dem Prätorianerpräfekten Tigellinus abgeurteilt wurden. Vielleicht handelte es sich auch um die exekutive Durchführung der Polizeigerichtsbarkeit durch die tresviri capitales vor dem Stadtpräfekten, eher aber um die Ausübung des delegierten Kaiserrechts im Rahmen der außerordentlichen Gerichtsbarkeit (cognitio extra ordinem). Möglicherweise wurde die Verfolgung auf Basis eines kaiserlichen Erlasses vorgenommen. In der neueren Forschung wird es auch für plausibel gehalten, dass Nero in Ausübung seiner außerordentlichen Rechtspflege die Verfahren wegen des enormen öffentlichen Interesses selbst, zusammen mit seinen juristischen Ratgebern (consilium), deren Rechtsauffassung er ansonsten generell ignorierte, führte und die Todesurteile mit den Hinrichtungsvarianten auch persönlich aussprach. Für die erst bei Tertullian anzutreffende Behauptung, ein speziell die Verfolgung begründendes Edikt Neros, das sogenannte Institutum Neronianum, sei als einzige Verordnung nach dem Tod des Herrschers nicht aufgehoben worden, findet sich ansonsten kein Anhaltspunkt; so ist etwa nicht bekannt, dass sich ein späterer Princeps auf ein solches Institutum als Rechtsgrundlage für Verfolgungen berufen hätte. Vielmehr bewirkten die spektakulären Brandstiftungsprozesse vermutlich, dass sich im römischen Rechtswesen eine Vorentscheidung, in der Art eines Präjudiz, bezüglich der Christen manifestierte. So wurde in der Folgezeit bereits das offene Bekenntnis zum Christentum als Verbrechen verfolgt.
Nach dem Bericht des Tacitus wurden zunächst einige Personen verhaftet, „die bekannten“; allerdings bleibt unklar, was sie bekannten. Wahrscheinlich bekannten sie sich zum Christentum, nicht aber zur Brandstiftung. Die angewendete Folter wird jedoch mit an Sicherheit grenzender Wahrscheinlichkeit mehr als nur ein passendes Geständnis erzwungen haben, das neben dem Bekenntnis zum Christentum und der Nennung weiterer Sektenmitglieder auch die persönliche Tatbeteiligung an einer vorsätzlichen Brandstiftung einräumte. Auf die Aussagen der Verhafteten hin wurde dann eine „riesige Menschenmenge“ ergriffen, ein Ausdruck, mit dem der römische Historiker aber wohl übertreibt. Den Festgenommenen konnte offenbar nicht nachgewiesen werden, dass sie den Brand Roms verursacht hatten, aber sie seien des Hasses gegen die übrige Menschheit überführt worden (dieser angebliche Hass ist jedoch recht unplausibel, sind doch Christen zur Nächsten- und Feindesliebe berufen wie sie ihnen ihr Gründer Jesus Christus in Reinform vorlebte). Trotzdem wurden sie offenbar nicht wegen des Bekenntnisses zu ihrem Glauben, sondern als Brandstifter verurteilt, weil sie aufgrund der bisher erpressten Geständnisse ohne weitere Beweisführung unter Generalverdacht gestellt wurden. Auf das ihnen zur Last gelegte Delikt weist auch die teilweise angewandte Art der Todesstrafe hin, die das zugrundeliegende Verbrechen spiegeln sollte: sie wurden nämlich laut Tacitus angezündet, um bei Einbruch der Dunkelheit als lebendige Fackeln zu dienen.

## Ablauf der Hinrichtung der Christen

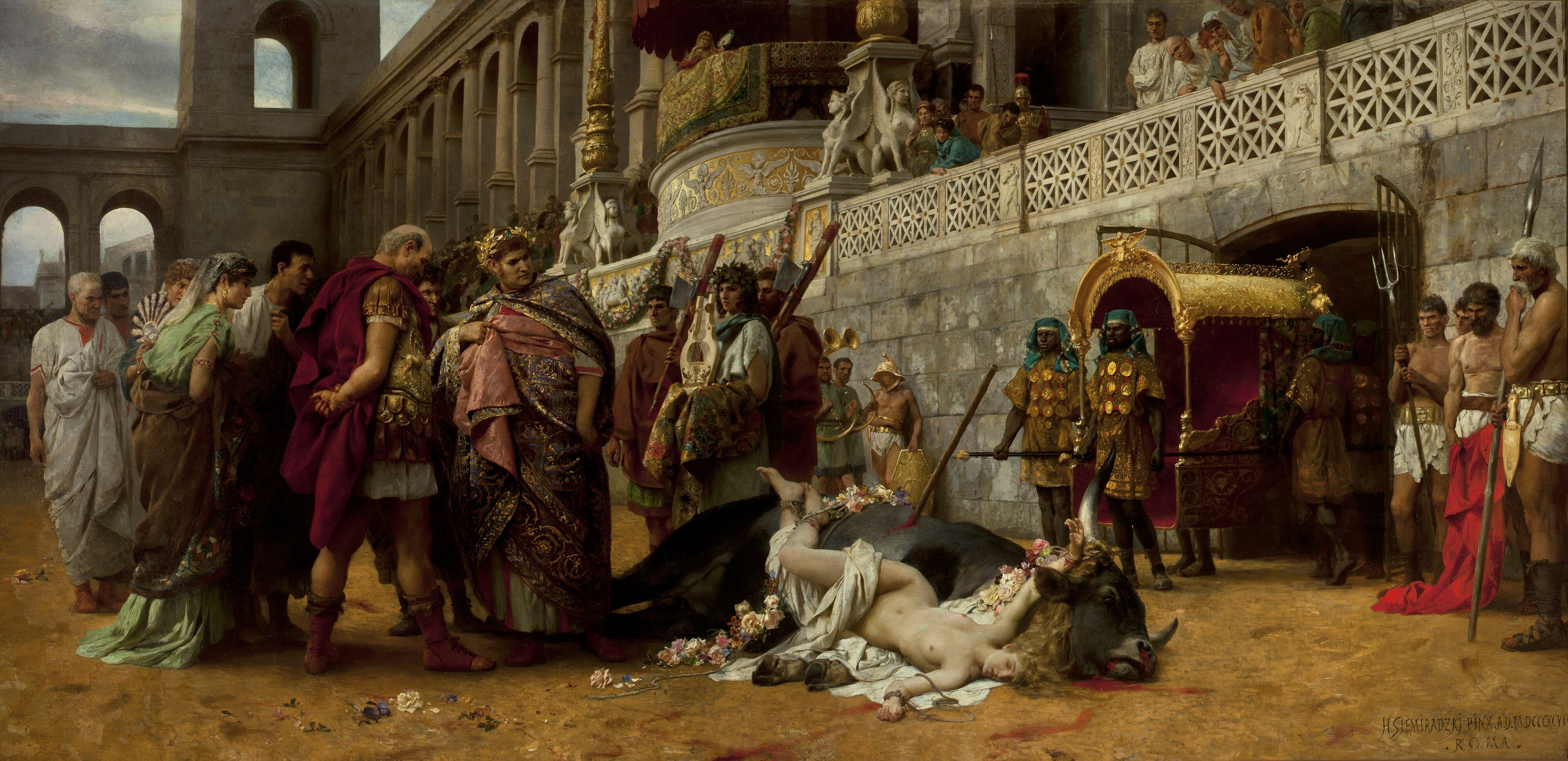
Henryk Siemiradzki: Eine christliche Dirke. (Clemens von Rom berichtet, dass Christinnen an die Hörner von Stieren gefesselt den Märtyrertod erlitten. Einen Zusammenhang mit dem Großen Brand Roms 64 n. Chr. erwähnt allerdings auch er nicht.)

Nero stellte laut Tacitus seinen eigenen, nahe der heutigen Peterskirche gelegenen Park für das grausame Schauspiel zur Verfügung, als das die Hinrichtung der Christen vor dem Volk inszeniert werden sollte. Sie wurden in Tierfelle eingenäht, von Hunden zerrissen oder ans Kreuz geschlagen und bei Eintritt der Nacht als menschliche Fackeln abgebrannt (Scheiterhaufen) - daher der Spottname Sarmentitii für die Christen. Christinnen wurden angeblich nach Beispielen der griechischen Mythologie als Dirken und Danaiden bestraft, falls sich die diesbezüglichen Angaben des ersten Clemensbriefs auf die neronische Verfolgung beziehen. Mit dieser Hinrichtungsszene verband der Kaiser ein Zirkusspiel, wobei er sich als Wagenlenker gekleidet unter das Volk mischte, um die Wirkung seiner Inszenierung auf das Volk zu beobachten, oder auf einem Rennwagen fuhr. Überraschend bemerkt Tacitus sodann, dass die Christen ob ihres Schicksals vereinzelt auch bemitleidet worden seien. Zwar hätten sie die schwersten Strafen verdient, seien aber nicht dem Wohl des Volks, sondern allein der Barbarei eines Einzelnen zum Opfer gefallen.
Die Verfolgung endete spätestens 68 n. Chr. mit dem Tod Neros. Insgesamt blieb die neronische Christenverfolgung, die nach späterem Schema als erste von insgesamt zehn galt, auf die Stadt Rom beschränkt. Laut dem spätantiken Martyrologium Hieronymianum sollen dabei 977 oder 979 Christen hingerichtet worden sein. Die neuere Forschung nimmt eine Anzahl von 200 Christen als wahrscheinlich an. Ob auch Paulus und Petrus unter den Opfern waren, ist ungewiss; die Details der Martyrien der beiden Apostel in Rom sind umstritten. So gibt es die Theorie, dass zwar Petrus ein Opfer der neronischen Christenverfolgung geworden sei, Paulus jedoch bereits im Jahr 63, noch vor dem Großbrand, wegen des Vorwurfs des Aufruhrs in Jerusalem aus dem Jahr 58, hingerichtet worden war.

## Andere Deutungen
Der US-amerikanische Historiker Richard Carrier zweifelt die Echtheit des Berichtes des Tacitus an und hält die Textstelle, die die Christen erwähnt, für eine spätere Interpolation aus dem 4. Jahrhundert. Carrier arbeitete einige Unstimmigkeiten in der Überlieferung heraus, wie zum Beispiel die gleichzeitige Nutzung der Begriffe Chrestianer und Christus im Text. Tacitus hätte eher eine einheitliche Schreibweise bevorzugt. Viel mehr könnte Tacitus hierbei einen gewissen Chrestus meinen, der mit Christus und dem Christentum nichts zu tun habe. Eine Verbindung zwischen dem Brand Roms und der Christenverfolgung hält Carrier für unwahrscheinlich.